# Kamienica przy ulicy Kochanowskiego 12-12a w Katowicach
Kamienica przy ulicy Jana Kochanowskiego 12-12a w Katowicach – zabytkowa kamienica mieszkalno-handlowa, położona przy ulicy J. Kochanowskiego 12-12a w Katowicach, w dzielnicy Śródmieście. Powstała w latach 1913–1915 w stylu modernistycznym z elementami secesji i art déco.

## Historia

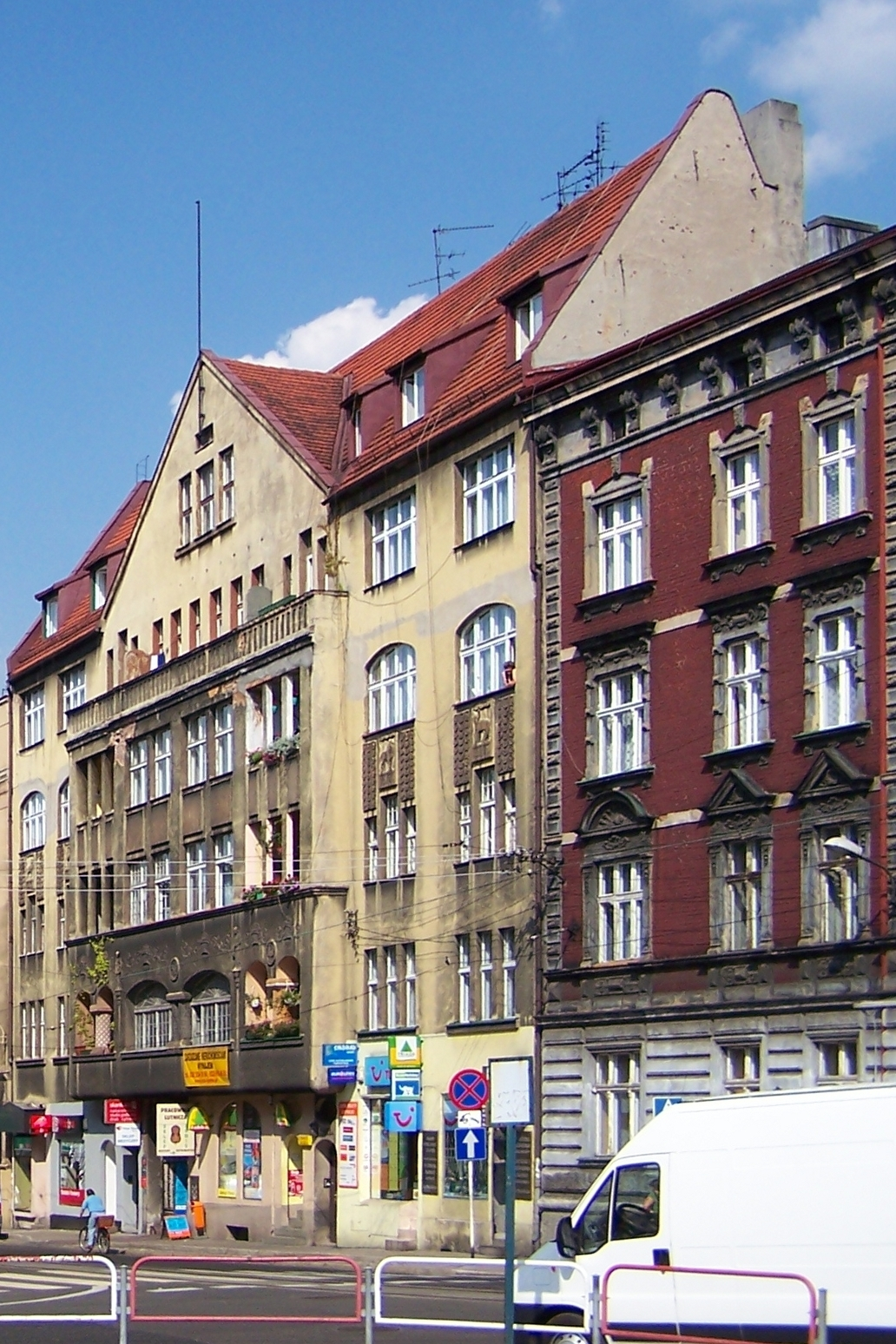
Zabytkowa kamienica w 2006 roku

Pierwsza zabudowa wzdłuż ówczesnej Sachsstrasse zaczęła powstawać na przełomie XIX i XX oraz na początku XX wieku. Sama zaś kamienica pod współczesnym numerem 12 i 12a powstała w latach 1913–1915. Część oficyn została dobudowana w późniejszym czasie, zajmując obrzeża działki.
W 1935 roku właścicielem części kamienicy pod numerem 12, jak i 12a był dr Paweł Chrobok. W tym czasie była ona zamieszkiwana głównie przez rodziny urzędników i kupców, a także były w niej prowadzone punkty handlowo-usługowe. Pod numerem 12 działały m.in.: skład kapeluszy, zakład z wyrobami gastronomicznymi, drogeria Leona Raka i skład kolonialny Jadwigi Radowickiej, natomiast pod numerem 12a siedzibę miała Centrala materiałów wybuchowych, Polska wytwórnia przyrządów ratowniczych, a także m.in. zakład rzeźbiarski Włodzimierza Romańskiego i magiel.
W 1952 roku kamienica przeszła modernizację. 30 listopada 2015 roku kamienicę tę wraz z oficynami wpisano do rejestru zabytków.
Pod koniec 2017 roku zakończyła się trwająca od 2015 roku modernizacja kamienicy. W ramach prac odtworzono zniszczone detale na jej fasadzie (w tym pilastry i reliefy), która także została odnowiona. Wymieniono także stolarką okienną i drzwiową i poddano renowacji balustrady. Prace modernizacyjne obejmowały także wnętrze budynku, a w ramach prac podzielono duże lokale mieszkalne na mniejsze. Od strony oficyny została dobudowana winda, wewnątrz zaś powstały ciągi korytarzy, które połączyły obie części kamienicy. W tym czasie kamienica była budynkiem mieszkalnym z pomieszczeniami biurowymi oraz lokalami użytkowymi usytuowanymi na parterze.
W sierpniu 2022 w systemie REGON było aktywnych 6 podmiotów gospodarczych z siedzibą przy ulicy J. Kochanowskiego 12, w tym gabinet rehabilitacji, gabinet kosmetyczny i biuro podróży, natomiast przy ulicy J. Kochanowskiego 12a aktywnych było 14 podmiotów, w tym kilka kancelarii adwokackich.

## Charakterystyka

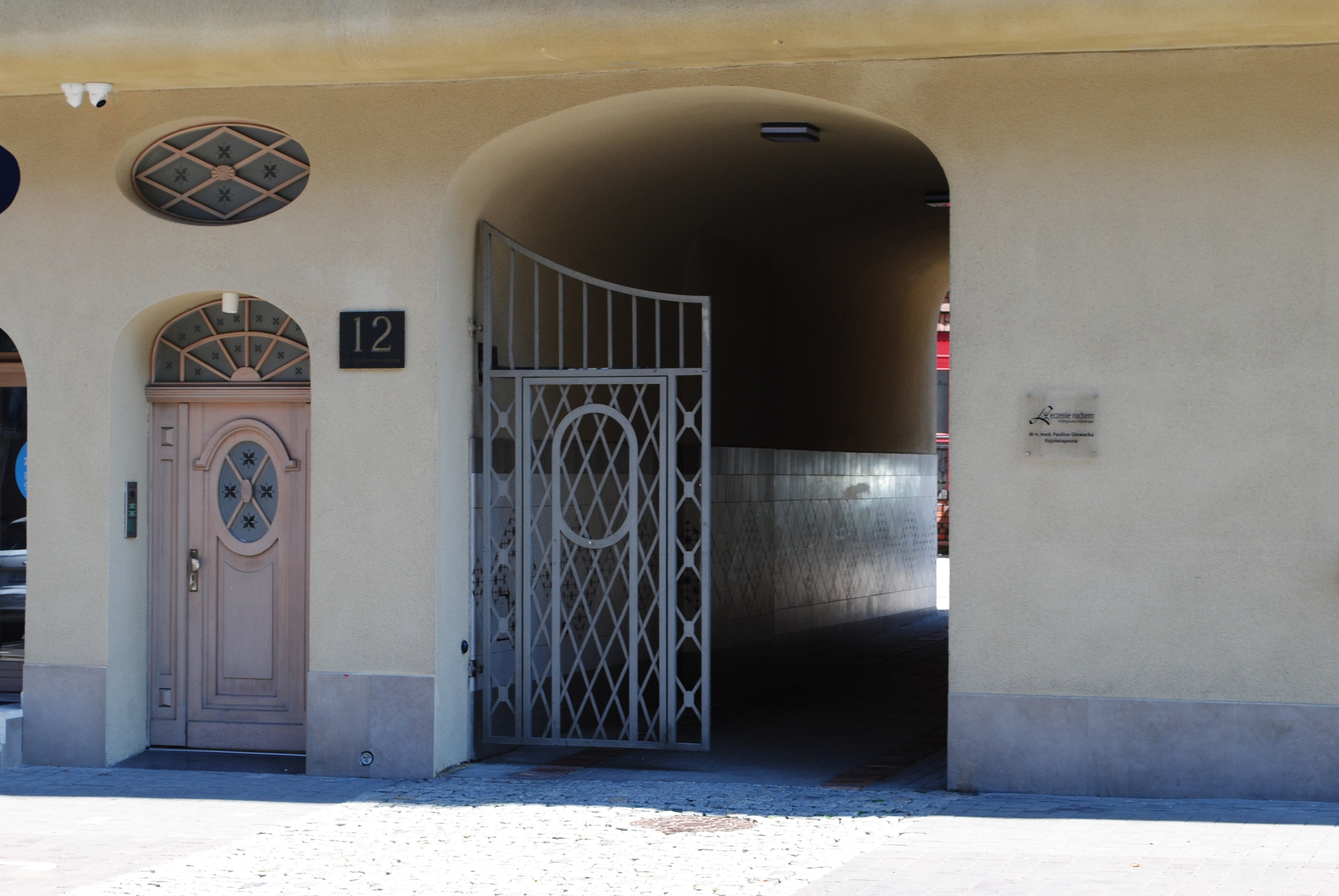
Jedno z wejść do kamienicy

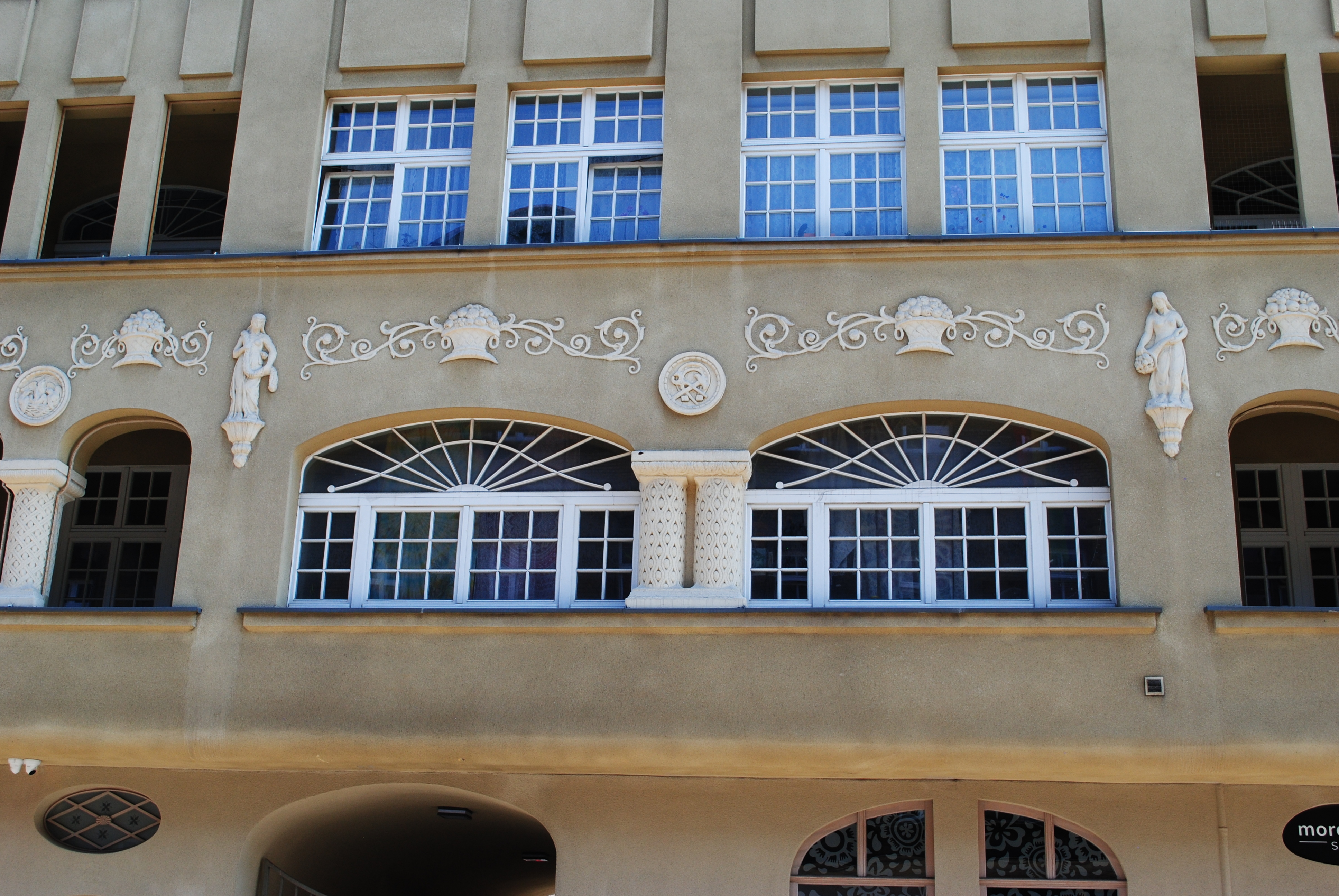
Zdobienia kamienicy w formie płaskorzeźb przedstawiających wizerunki postaci alegorycznych

Zabytkowa kamienica mieszkalno-handlowa położona jest przy ulicy J. Kochanowskiego 12-12a w katowickiej dzielnicy Śródmieście.
Jest to budynek murowany z cegły pełnej, z tynkowaną frontową elewacją. Główny budynek został pokryty dachówką, oficyny zaś papą. Dach kamienicy jest wielospadowy i pulpitowy. Budynek ma sześć kondygnacji nadziemnych i podpiwniczenie. Wybudowany jest na planie nieregularnym, dopasowanym do kształtu działki, w środku zaś znajduje się dziedziniec, do którego powadzą dwa trakty z przejazdem bramnym. Łączna powierzchnia zabudowy kamienicy wynosi 214 m².
Architektonicznie kamienica układem elewacji i prostotą brył oraz dużymi i szerokimi oknami nawiązuje do  modernizmu, lecz detalem sztukatorskim odwołuje się do secesji i art déco. Elewacja frontowa kamienicy – zachodnia, jest tynkowana z dekoracjami również w tynku. Jest ona symetryczna z wyjątkiem witryn i wejść na parterze. Na parterze ma ona 10 osi, powyżej zaś jest ich 8. Przejazd bramowy znajduje się na piątej osi parteru i został zamknięty eliptycznym łukiem. Pomiędzy oknami 3. i 4. kondygnacji znajdują się potrójne wypukłe panneau z reliefowymi przedstawieniem zwierząt w centralnym polu i geometrycznym roślinnym ornamentem po bokach. Elewacja kamienicy zwieńczona jest gzymsem.
Kamienica ma wykusz obejmujący 2-4 kondygnacje w osiach 3.-6., zamknięty na 5. kondygnacji na całej długości tarasem domkniętym pełną balustradą, która artykułowana jest wąskimi pionowymi płycinami. W osi 3. i 6. w wykuszu znajdują się trzykondygnacyjne loggie. Na poziomie 2. kondygnacji pomiędzy osiami zewnętrznymi wykusza i centralnymi znajdują się wizerunki postaci alegorycznych w formie płaskorzeźb.
Podłogi wewnątrz kamienicy są drewniane, na klatce schodowej zaś powstałe z lastriko. Schody na klatce schodowej są drewniane na konstrukcji stalowej, dwubiegowe. Części kamienicy o nr. 12 i 12a połączone są wspólnymi korytarzami, prowadzącymi do windy. Mieszkania wewnątrz kamienicy mają powierzchnie w przedziale 30-60 m², wszystkie są wyposażone w piece gazowe i łazienki.  Kamienica wraz z oficynami jest wpisana do rejestru zabytków pod numerem A/463/15. Budynek wpisany jest także do gminnej ewidencji zabytków miasta Katowice, a także na podstawie przepisów miejscowego planu zagospodarowania przestrzennego uchwalonego 28 maja 2014 roku wytyczono także strefę ochrony konserwatorskiej obejmującą m.in. kamienicę przy ulicy J. Kochanowskiego 12-12a.
W 2018 roku kamienica ta była własnością prywatną.